# Marche militaire, WAB 116
Le Marche en mi bémol majeur, WAB 116, est une marche militaire composée par Anton Bruckner en 1865.

## Historique
Bruckner composa cette unique marche militaire, le 12 août 1865 au cours de son séjour à Linz, durant la période où il composait sa première symphonie.
Il a composé cette pièce unique pour la Militär-Kapelle der Jäger-Truppe (Fanfare militaire de la troupe des chasseurs) de Linz, en guise de remerciement pour sa participation à l'exécution de deux de ses œuvres, la Cantate festive Preiset den Herrn et Germanenzug. On ne sait pas si elle a jamais été exécutée par cette fanfare militaire. Dans le Bruckner-Handbuch il est noté que la marche a « sans doute » été exécutée à Linz en 1865.
Le manuscrit, qui est archivé à l'Österreichische Nationalbibliothek, a d'abord été édité dans le Volume III/2, pp. 226-233 de la biographie Göllerich/Auer. L'œuvre est éditée dans le Volume XII/8 de la Bruckner Gesamtausgabe.

## Musique
L'œuvre, une marche de 32 mesures en mi bémol majeur avec un trio de 32 mesures, est composée pour fanfare militaire (piccolo, 5 clarinettes, 2 bugles, 7 trompettes, 3 cors, 2 trombones, 3 euphoniums, 2 tubas, tambours et grosse caisse).
In the hunting scherzo [of Symphony No. 4], where the dense and brilliant brass scoring recalls Bruckner's 1865 infantry march in E flat, WAB 116...

Traduction : Dans le scherzo de la chasse [de la  Symphonie n° 4], où la partition dense et brillante des cuivres rappelle la marche d’infanterie de Bruckner en mi bémol de 1865, WAB 116 ...

### Apollo-Marsch
Un autre marche militaire, l'Apollo-Marsch, a été pendant de nombreuses années attribuée à Bruckner et classée WAB 115 par Grasberger. Cette marche a même été exécutée le 14 septembre 1924, pour célébrer le 100e anniversaire de la naissance de Bruckner.
Il est aujourd'hui certain que l'Apollo-Marsch a été composée en 1857 comme Mazzuchelli-Marsch pour le régiment d'infanterie no 10 d'Autriche-Hongrie par Béla Kéler (en), un autre élève d'Otto Kitzler, et que Bruckner en a copié l'instrumentation et la forme - mais pas la musique - pour sa propre Marsch en mi bémol majeur,.
L'Apollo-Marsch est éditée en annexe au Volume XII/8 de la Bruckner Gesamtausgabe.

## Discographie
Il y a quatre enregistrements de la marche militaire de Bruckner :
- Désiré Dondeyne, La Musique des Gardiens de la Paix de la Préfecture de Police de Paris, les Marches militaires allemandes. Anthologie de la Musique d'Harmonie – LP : Société d'études et de Réalisations Publicitaires (RSR) MC 7.033, 1976. Une numérisation de cet enregistrement peut être écoutée sur le site de John Berky[8].
- Ryusuke Numajiri, Osaka Municipal Symphonic band, Harmoniemusik of the Great Composers – CD : Exton PCVO-00113, 2002
- Clark Rundell avec le Royal Northern College of Music Wind Orchestra, Experiments on a March – CD : Chandos CHAN 10367, 2005
- Major Arjan Tien, Marine Band of the Royal Netherlands Navy, Worthweill Originals – CD : Channel Classics, CCS 4219, 2018

## Sources
- August Göllerich, Anton Bruckner. Ein Lebens- und Schaffens-Bild, c. 1922 – édition posthume par Max Auer, G. Bosse, Ratisbonne, 1932
- Uwe Harten, Anton Bruckner. Ein Handbuch, Residenz Verlag, Salzbourg, 1996.  (ISBN 3-7017-1030-9).
- Anton Bruckner – Sämtliche Werke, Band XII/8: Marsch in Es-Dur für Blasorchester (1865), Musikwissenschaftlicher Verlag der Internationalen Bruckner-Gesellschaft, Rüdiger Bornhöft (Éditeur), Vienne, 1996
- Cornelis van Zwol, Anton Bruckner 1824-1896 – Leven en werken, uitg. Thot, Bussum, Pays-Bas, 2012.  (ISBN 978-90-6868-590-9)
- Crawford Howie, Anton Bruckner - A documentary biographiy, édition révisée en ligne
- William Carragan, Anton Bruckner – Eleven Symphonies, Windsor, Connecticut, Bruckner Society of America, 2020 (ISBN 978-1-938911-59-0)